# Tell Me (canção de hide)
"Tell Me" é o quarto single do músico japonês hide, lançado em 24 de março de 1994 pela MCA Victor. Alcançou a quarta posição nas paradas da Oricon e foi certificado ouro pela RIAJ em abril de 1994. O lado B "Scanner (Ai no Duet?)" é uma versão diferente de "Scanner" do álbum Hide Your Face, apresentando os vocais de Ryuichi do Luna Sea.
Uma regravação de "Tell Me", tocada pelo Spread Beaver foi lançada em 19 de janeiro de 2000. Esta versão alcançou a segunda posição nas paradas da Oricon. e também foi certificada ouro pela RIAJ, em janeiro de 2000.
A versão original foi relançada em 12 de dezembro de 2007, com uma nova capa. Em 28 de abril de 2010, foi relançado novamente como parte dos primeiros lançamentos de "The Devolution Project", projeto de lançamento dos onze singles originais de hide em vinil de disco de imagem.

## Faixas
Lançamento original de 1994
| N.º | Título                                             | Duração |  |
| 1.  | "Tell Me"                                          | 4:44    |  |
| 2.  | "Scanner (Ai no Duet?)" (SCANNER 愛のデュエット？) | 3:26    |  |
| 3.  | "Tell Me (Original TV Mix)"                        | 4:48    |  |

Regravação de 2000 pelo Spread Beaver
| N.º | Título                                                          | Duração |  |
| 1.  | "Tell Me"                                                       | 4:50    |  |
| 2.  | "Pink Spider" ((Ao vivo em Yokohama em 18 de novembro de 1998)) | 4:31    |  |
| 3.  | "Tell Me (Voiceless Version)"                                   | 4:59    |  |

## Créditos

### Versão original de 1994
Créditos de acordo com as notas do encarte do single.
- hide - vocais, guitarra, produtor, arranjador
- Kazuhiko "I.N.A" Inada - coprodutor e programação de sintetizador
- Mitsuko Akai - bateria em "Tell Me"
- Ryuichi Kawamura - vocais em "Scanner"

### Versão de 2000 pelo Spread Beaver
Créditos de acordo com as notas do encarte do single.
- hide - vocais, guitarra, produtor
- Kazuhiko "I.N.A" Inada - co-produtor, arranjador, programação e edição digital
- Kiyoshi - guitarra
- K.A.Z - guitarra
- Chirolyn - baixo
- Joe - bateria
- DIE - teclados

## Versões cover
"Tell Me" e "Scanner" foram gravados por Kyo e Tetsu (ambos atualmente no D'erlanger, mas anteriormente na antiga banda de hide Saver Tiger) e Luna Sea de tributo a hide de 1999, Hide Tribute Spirits. Luna Sea apresentou seu cover ao vivo no hide memorial summit em 4 de maio de 2008, e "Tell Me" foi tocada ao vivo pela Heidi mais cedo naquele mesmo dia. Uma versão de estúdio de "Tell Me" da Heidi aparece no álbum Tribute II -Visual Spirits-, que foi lançado em 3 de julho de 2013. Para o Tribute VI -Female Spirits-, lançado em 18 de dezembro de 2013, Thelma Aoyama fez um cover da faixa-título. A música também foi reproduzida por Granrodeo para o álbum Tribute Impulse de 6 de junho de 2018.